# 美国人列表
美国人按职业分类，可以从以下各列表中查询。
- 美国总统列表
- 美国艺术家列表（英语：List of American artists）
- 美国演员列表（英语：List of American actors）
- 美国作家列表（英语：List of American writers）
  - 美国小说家列表（英语：List of American novelists）
- 美国建筑家列表（英语：List of American architects）
- 美国画家列表（英语：List of American painters）
- 美国作曲家列表（英语：List of American composers）
- 美国哲学家列表（英语：List of American philosophers）
- 美国数学家列表（英语：List of American mathematicians）
- 美国雕刻家列表（英语：List of American sculptors）
- 美国电影导演列表（英语：List of American film directors）
- 美国诺贝尔奖得主列表（英语：List of American Nobel laureates）

|  | 本条目是人物相关列表索引。 |